# Zla Kolata
Die Zla Kolata (montenegrinisch-kyrillisch Зла Колата; albanisch Kollata e keqe) ist ein 2534 m. i. J. hoher Gipfel im Prokletije auf der albanisch-montenegrinischen Grenze. Es handelt sich um die höchste Erhebung Montenegros. Die Zla Kolata ist ein Nebengipfel im Kollata-Bergstock, dessen höchster Gipfel Maja e Kollatës (2552 m ü. A.; montenegrinisch: Ravna Kolata) etwa einen Kilometer südöstlich ganz in Albanien liegt.
Die Kollata liegt nicht ganz zehn Kilometer nordöstlich der Jezerca und nicht ganz zwanzig Kilometer westlich der Gjeravica, der beiden höchsten Berge des Prokletijes. Sie ist Teil eines Gebirgskamms auf der Nordseite des Valbonatals, der die Grenze zwischen den Ländern und den Einzugsgebieten von Drin und Donau bildet. Auf albanischer Seite liegt der Ort Valbona am Fuße des Berges. Auf montenegrinischer Seite ist Gusinje bei Plav der nächste Ort. Dies ist auch der wichtigste Ausgangspunkt für Besteigungen.
Der Name des Berges bedeutet ‚Schlechte Kolata‘. Ein weiterer Nebengipfel ist die ‚Gute Kolata‘ (Dobra Kolata respektive Kollata e mirë), mit 2528 m. i. J. die zweithöchste Erhebung Montenegros, die etwas mehr als 100 Meter nordöstlich liegt und durch einen 2416 m. i. J. hohen Sattel getrennt ist. Die Bedeutung von Kolata ist unklar; der ebenfalls auftauchende Name Kolac bedeutet jedoch ‚Haufen‘.
Die Kollata ist ein stark verkarstetes Gebiet. Vom höchsten Punkt führt ein recht flacher Grat, der vor allem auf der Nordseite steil abfällt, nach Nordwesten hinunter zu einem Sattel, von wo aus steil die Gipfel von Zla Kolata und Dobra Kolata aufsteigen. Nach Norden fällt der Gipfel der Zla Kolata in Felswänden ab. Die Grate vom Gipfel nach Nordwesten und nach Nordosten bilden die Wasserscheide und die Grenze zwischen den Ländern. Der nach Südsüdwest verlaufende Grat fällt später steil ins Valbona-Tal ab. Die Gipfelregion ist bis in den Frühsommer jeweils von Schnee bedeckt.
Sehr oft wird der Berg Bobotov Kuk (2522 m. i. J.) im Durmitor als höchster Berg Montenegros angegeben. Dies liegt einerseits daran, dass er komplett innerhalb des Territoriums des Landes liegt. Andere Erklärungen verweisen auf die bedeutende Rolle des Durmitors in der montenegrinischen Kultur.
Zudem werden für die Zla Kolata verschiedene Höhen angegeben, der genaue Wert scheint nicht geklärt zu sein.
Für die Zla Kolata wird meistens eine Höhe von 2534 m. i. J. angegeben, womit sie den Bobotov Kuk um elf Meter überragen würde. Diese Höhe ist auch auf einem Stein auf dem Gipfel aufgemalt. Albanisches Kartenmaterial verzeichnet hingegen eine Höhe von lediglich 2519 m ü. A. In älterer jugoslawischer Literatur wird von einer Höhe von 2530 m. i. J. gesprochen, ohne auszuführen, welcher montenegrinische Gipfel mit Maja Kolac genau gemeint ist. Auf einer neuen Karte des montenegrinischen Prokletije ist sogar eine Höhe von 2535 m. i. J. angegeben. In einem Besteigungsbericht wird hingegen behauptet, dass die Höhe der Zla Kolata nie richtig vermessen worden sei und eigene GPS-Messungen eine Höhe von 2528 m ergeben hätten. Dies ist so auch vereinzelt in Büchern aufgeführt. Mit einer Ausnahme sind aber alle Angaben höher als der offizielle Wert des Statistischen Amtes von Montenegro für den Bobotov Kuk.
Der Berg gehört zu den Nationalparks Alpen Albaniens und Prokletije (Montenegro).
Im August 2012 sind zwei Tschechen bei der Besteigung der Zla Kolata ums Leben gekommen.